# 14 نوفمبر
- السبت
- الأحد
- الاثنين
- الثلاثاء
- الأربعاء
- الخميس
- الجمعة

- 110 جمادى الأولى 1447  هـ
- 211 جمادى الأولى 1447  هـ
- 312 جمادى الأولى 1447  هـ
- 413 جمادى الأولى 1447  هـ
- 514 جمادى الأولى 1447  هـ
- 615 جمادى الأولى 1447  هـ
- 716 جمادى الأولى 1447  هـ
- 817 جمادى الأولى 1447  هـ
- 918 جمادى الأولى 1447  هـ
- 1019 جمادى الأولى 1447  هـ
- 1120 جمادى الأولى 1447  هـ
- 1221 جمادى الأولى 1447  هـ
- 1322 جمادى الأولى 1447  هـ
- 1423 جمادى الأولى 1447  هـ
- 1524 جمادى الأولى 1447  هـ
- 1625 جمادى الأولى 1447  هـ
- 1726 جمادى الأولى 1447  هـ
- 1827 جمادى الأولى 1447  هـ
- 1928 جمادى الأولى 1447  هـ
- 2029 جمادى الأولى 1447  هـ
- 2130 جمادى الأولى 1447  هـ
- 221 جمادى الآخرة 1447  هـ
- 232 جمادى الآخرة 1447  هـ
- 243 جمادى الآخرة 1447  هـ
- 254 جمادى الآخرة 1447  هـ
- 265 جمادى الآخرة 1447  هـ
- 276 جمادى الآخرة 1447  هـ
- 287 جمادى الآخرة 1447  هـ
- 298 جمادى الآخرة 1447  هـ
- 309 جمادى الآخرة 1447  هـ
- 110 جمادى الآخرة 1447  هـ
- 211 جمادى الآخرة 1447  هـ
- 312 جمادى الآخرة 1447  هـ
- 413 جمادى الآخرة 1447  هـ
- 514 جمادى الآخرة 1447  هـ

14 نوفمبر أو 14 تشرين الثاني أو يوم 14 \ 11 (اليوم الرابع عشر من الشهر الحادي عشر) هو اليوم الثامن عشر بعد الثلاثمائة (318) من السنة، أو التاسع عشر بعد الثلاثمائة (319) في السنوات الكبيسة، وفقًا للتقويم الميلادي الغربي (الغريغوري). يبقى بعده 47 يومًا على انتهاء السنة.

## أحداث
- 1770 - جيمس بروس يكتشف ما يعتقد أنه مصدر نهر النيل.
- 1889 - الصحافية نيللي بلي تبدأ محاولة ناجحة للسفر حول العالم في أقل من 80 يومًا.
- 1908 - عالم الفيزياء ألبرت أينشتاين يعلن عن نظرية كمية الضوء وهي النظرية التي ساعدت على تطوير تكنلوجيا الليزر.
- 1922 - هيئة الإذاعة البريطانية تبدأ خدمتها الإذاعية في المملكة المتحدة.
- 1954 - جمال عبد الناصر يطيح بأول رئيس للجمهورية المصرية اللواء محمد نجيب ويضعه تحت الإقامة الجبرية ويتولى الحكم بدلًا منه، ويعلن حالة الطوارئ في البلاد.
- 1968 -
  - انفجار عدد من القنابل في أماكن عامة ومختلفة بالكويت وذلك أثناء زيارة شاه إيران محمد رضا بهلوي لها.
  - إجراء أول عملية جراحية لزراعة رئة في أوروبا.
- 1971 - تنصيب وتجليس البابا شنودة الثالث بابا على الإسكندرية وبطرياركًا على الكرازة المرقسية وبطريارك الكنيسة القبطية الأرثوذكسية.
- 1975 - المغرب وإسبانيا وموريتانيا يوقعون في مدريد معاهدة ثلاثية بشأن مستقبل الصحراء الغربية المحتله من قبل إسبانيا تخلت بموجبه إسبانيا عن إدارة الصحراء لصالح الدولتين.
- 1979 - الرئيس الأمريكي جيمي كارتر يصدر أمر رئاسي بتجميد جميع الأصول والودائع الإيرانية في الولايات المتحدة على خلفيه أزمة الرهائن في السفارة الأمريكية في طهران.
- 1983 - افتتاح مطار الملك خالد الدولي في العاصمة السعودية الرياض.
- 1987 - الكويت تقرر استئناف علاقاتها الدبلوماسية الكاملة مع مصر.
- 1991 -
  - السلطات الأميركية والبريطانية تعلن لوائح اتهام ضد اثنين من مسؤولي المخابرات الليبية في إسقاط طائرة بان أمريكان أثناء الرحلة رقم 103 والمسماة قضية لوكربي.
  - ملك كمبوديا نورودوم سيهانوك يعود إلى بنوم بنه بعد ثلاثه عشر عامًا قضاها في المنفى.
- 2001 - قوات تحالف الشمال تسيطر على العاصمة الأفغانية كابل.
- 2003 - اكتشاف سدنا، والذي كان وقت اكتشافه أبعد جرم مرصود يدور حول الشمس على الإطلاق.
- 2012 -
  - إسرائيل تغتال نائب القائد العام في كتائب عز الدين القسام أحمد الجعبري وذلك بقصف استهدف سيارته.
  - إنطلاق مظاهرات في الأردن ضد قرار الحكومة رفع الدعم وللمطالبة بمحاكمة الفاسدين وهو ما عرف باسم هبة تشرين.
- 2016 -
  - زلزال بقوة 7.8 درجة يضرب كرايستشرش كبرى مدن الجزيرة الجنوبية في نيوزيلندا مخلفا مقتل شخصين وخسائر مادية مهمة.
  - وصول القمر إلى أقرب نقطة من الأرض مشكلا ظاهرة القمر العملاق بعد 68 سنة منذ آخر ظهور.
- 2017 - قوات جيش زيمبابوي تبسط سيطرتها على العاصمة هراري وتضع الرئيس روبرت موغابي قيد الإقامة الجبرية.

## مواليد
- 1765 - روبرت فلتون، مهندس ومخترع أمريكي.
- 1840 - كلود مونيه، رسام فرنسي.
- 1863 - ليو بيكلاند، عالم كيمياء أمريكي.
- 1889 - جواهر لال نهرو، رئيس وزراء الهند.
- 1891 - فردريك بانتنغ، طبيب كندي حاصل على جائزة نوبل في الطب عام 1923.
- 1906 - لويز بروكس، ممثلة أمريكية.
- 1922 - بطرس بطرس غالي، أمين عام الأمم المتحدة.
- 1934 - محمد محمود الطبلاوي، نقيب قراء القرآن المصري.
- 1935 - الملك الحسين بن طلال، ملك المملكة الأردنية الهاشمية.
- 1945 - ستيلا أوباسانجو، السيدة الأولى في نيجيريا.
- 1946 - لبلبة، ممثلة مصرية.
- 1948 -
  - يوسف عيد، ممثل مصري.
  - الملك تشارلز الثالث، ملك المملكة المتحدة.
- 1951 - زانج ييمو، مخرج سينمائي صيني.
- 1953 - دومينيك دو فيلبان، رئيس وزراء فرنسا.
- 1954 -
  - كونداليزا رايز، وزيرة الخارجية الأمريكية.
  - ياني، موسيقي أمريكي.
- 1959 - بول مكغان، ممثل إنجليزي.
- 1961 - ناجي فام، مذيع مصري.
- 1964 - منى عبد الغني، مغنية مصرية.
- 1967 - إحسان دعدوش، ممثل عراقي.
- 1972 -
  - جوش دوهامل، ممثل أمريكي.
  - إديثا غورنياك، مغنية بولندية.
- 1979 -
  - أولجا كوريلنكو، ممثلة وعارضة أزياء أوكرانية.
  - ميجيل صباح، لاعب كرة قدم مكسيكي.
- 1982 - حمدان بن محمد بن راشد آل مكتوم، ولي عهد إمارة دبي الإمارات العربية المتحدة.
- 1985 - توماس فيرمايلين، لاعب كرة قدم بلجيكي.
- 1989 - جاك ليفرمور، لاعب كرة قدم إنجليزي.

## وفيات
- 565 - الإمبراطور جستينيان الأول، إمبراطور الإمبراطورية البيزنطية.
- 1716 - غوتفريد لايبنتز، عالم رياضيات وفيزياء وفيلسوف ألماني.
- 1831 - غيورغ فيلهلم فريدريش هيغل، فيلسوف ألماني.
- 1893 - علي مبارك، وزير تعليم مصري.
- 1907 - أندرو إنغليج كلارك، سياسي أسترالي.
- 1988 - شرف بن عبد الله الموسوي، فقيه جعفري وشاعر سعودي.
- 2004 - ميشال كولومبيي، ملحن فرنسي.
- 2006 - دعد الكيالي، شاعرة فلسطيني.
- 2010 - يوسف درويش، ممثل كويتي.
- 2012 -
  - سمير حسني، ممثل مصري.
  - أحمد الجعبري، نائب قائد عام كتائب عز الدين القسام.
- 2014 - مرتضى باشايي، مغنٍ إيراني.
- 2020 - سعيد الكفراوي، كاتب قصة قصيرة مصري.
- 2022 - أشرف طلفاح، ممثل أردني.

## أعياد ومناسبات
- اليوم العالمي للسكري.
- اليوم الوطني في بورما.
- عيد الطفولة في الهند.

## وصلات خارجية
- وكالة الأنباء القطريَّة: حدث في مثل هذا اليوم.
- النيويورك تايمز: حدث في مثل هذا اليوم.
- BBC: حدث في مثل هذا اليوم.